# Superstition (2001)
Superstition is een Nederlands-Brits-Luxemburgse film uit 2001, geregisseerd door Kenneth Hope. 

## Verhaal
Julie is een 19-jarige Britse au pair in Italië. Er zijn spanningen in het gezin waar zij werkt, niet in de laatste plaats omdat de echtgenoot zich aangetrokken voelt tot Julie. Een serie ongewone branden breekt uit, en Julie wordt beschuldigd van moord op de baby die omgekomen is bij een van de branden. Het lijkt erop alsof Julie bepaalde telepathische gaven heeft die ze niet onder controle kan houden. Haar jonge advocaat, Gabrieli, vecht voor haar in de rechtszaal en tegen de publieke opinie en de pers in Italië, die haar als een heks zien.

## Rolverdeling
| Acteur             | Personage         |
| ------------------ | ----------------- |
| Mark Strong        | Antonio Gabrieli  |
| Sienna Guillory    | Julie McCullough  |
| David Warner       | Judge Padovani    |
| Frances Barber     | Isabella Flores   |
| Alice Krige        | Mirella Cenci     |
| Derek de Lint      | Allessandro Censi |
| Charlotte Rampling | Frances Matteo    |
| Debbie Korper      | gevangenisbewaker |